# Henri Louis Poisson
Louis Henri Poisson, né le 24 août 1877 à Michery (Yonne), et, mort le 8 mai 1963 à l'Hôpital international de l’université de Paris dans le 14e arrondissement de Paris, est un botaniste français. Il a été vétérinaire en chef à Madagascar.